# Pomogy
Pomogy (németül Pamhagen, szlovákul Pomedza (pomedza/pomedzi = határon) község Ausztriában, Burgenland tartományban, a Nezsideri járásban.

## Fekvése
Fertődtől 9 kilométerre északra, Kapuvártól 15 kilométerre északnyugatra, a Hanság északi szélén, a magyar határ mellett fekszik. Az előbbi várostól a 8531-es, utóbbi központja felől a 8529-es úton érhető el; főutcája az ausztriai 851-es útszámozást viselő mellékút. A Fertővidéki Helyiérdekű Vasútvonal köti össze Fertőddel és Nezsiderrel .

## Nevének eredete
Nevét az ószláv pomedza (= határon) szóból kapta.

## Története
Területén kőkorszaki és hallstatt korabeli halomsírokat találtak. Határában egykor vízivár állott, melyet magas árok és sáncrendszer vett körül, Jókai a „Névtelen vár” c. regénye itt játszódik. Maradványai még láthatók a község északi részén.
A települést 1268-ban "Pomog" alakban említik először. 1380-ban említik "Pomog" egyházát és János nevű papját is. 1529-ben és 1683-ban a török rombolta le. A 17. századtól birtokosa az Esterházy család volt. Iskoláját 1652-ben említik először, egyházi anyakönyveit 1681-től vezetik. Az itteni szőlőtermesztésről az első említés 1713-ból származik. 1777 és 1780 között Pomogy és Eszterháza között hét és fél km hosszú töltés és út épült, melyen 19 fahíd biztosította a mocsaras tájon való átkelést.
1897-ben megépült a Fertővidéki Helyiérdekű Vasút, mely a települést bekapcsolta az országos vasúthálózatba. Pomogy hitelszövetkezetét 1909-ben alapították, mely a községben gazdasági fellendülést hozott.
Vályi András szerint „ POMOGY. Pamhagen. Német falu Moson Vármegyében, földes Ura H. Eszterházy Uraság, lakosai katolikusok, fekszik Eszterházához egy órányira, Nizsider tava mellett. Nevezetesíti az a’ tőltés, mellyet a’ földes Uraság 1777-dikben kezdetett, ’s 1780-dikban már készen vólt, és az egész vidéknek, ’s a’ Hanságban lakó embereknek, sőt a’ kereskedésre nézve is különösen hasznos: 19 hídak vagynak e’ tőltésben, hogy áradáskor a’ víz könnyebben elfolyhasson; leginkább búzát termő szántó földgyeit Fertő tava rongállya, réttyeit is néhol a’ források, legelőjök nints elég, sem fájok, malmok 5 órányira van, piatzok Nizsiderben, halakkal egész Bétsig kereskednek lakosai.”
Fényes Elek szerint „ Pomogy, (Pamhagen), német falu, Moson vgyében, a Hanság mellett, a Sopron vmegyébe vivő nagy töltés végén, ut. p. Moson. – Lakja 1380 kath., paroch. templommal. A lakosok birnak 51 2/ úrbéri telek után 125 hold második, 680 h. harmadik, 812 hold negyedik osztálybeli rónán fekvő fekete szántóföldet. Kaszálója nincs, csak a Hanyban kaszál, de nádló rétje, hala, vizimadara bőséggel. – F. u. h. Eszterházy, s a boldogasszonyi uradalomhoz tartozik.”
1910-ben 2057, többségben német lakosa volt, jelentős magyar kisebbséggel. A trianoni békeszerződésig Moson vármegye Nezsideri járásához tartozott. A trianoni és saint germaini békeszerződések értelmében 1921-től Ausztria Burgenland tartományának része lett, bár a határmegállapító bizottság eredménytelen javaslatot tett a békekonferenciának a község magyar birtokban hagyására, hogy a Rába árterületét ne vágják ketté. 1990-től közúti határátkelőhely működött itt Fertőd felé.

## Nevezetességei
- A Szent Kereszt Felmagasztalása tiszteletére szentelt római katolikus temploma 1754-ben épült barokk stílusban, 1955-ben bővítették.
- Főutcáján 1639-ben épült harangtorony, az ún. „Töröktorony” áll.
- Határában a vasútállomástól 2 km-re nyugatra a lápvidékből szigetként emelkedik ki egykori várának sánca. A vár eredete, sorsa ismeretlen.
- Állatparkjában számos pusztai állat, vízimadár, magyar szarvasmarha és bivaly él. A tájékozódást és az állatok ismertetését magyar feliratok segítik.
- A Pannónia Szabadidőközpont Burgenland egyik legvonzóbb turistacélpontja, ahol számos sportolási lehetőség és wellnesspark várja a pihenni vágyókat.
- A Fertőtavi kerékpárút a kerékpározók egyik kedvelt terepe.
- A Fertő-Hanság Nemzeti Park itteni része számos állat és növényfaj  otthona.
- A Lange Lacke a legnagyobb a Fertőzug 40 sósvizű tava közül. A mintegy 10 km2 nagyságú tavat kizárólag esővíz táplálja, a vízimadarak paradicsoma.

## Képek

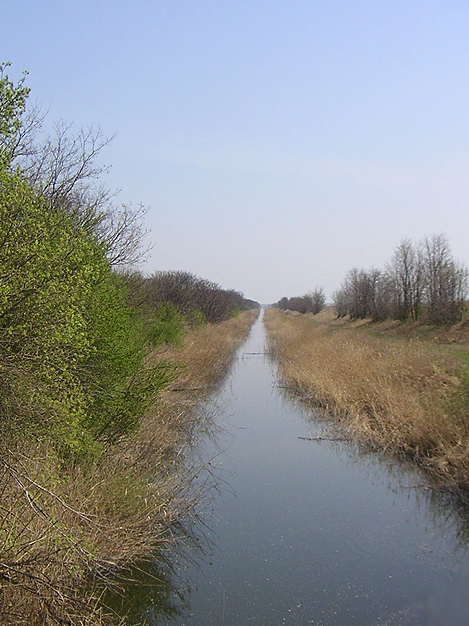
A Hansági-főcsatorna Pomogy közelében
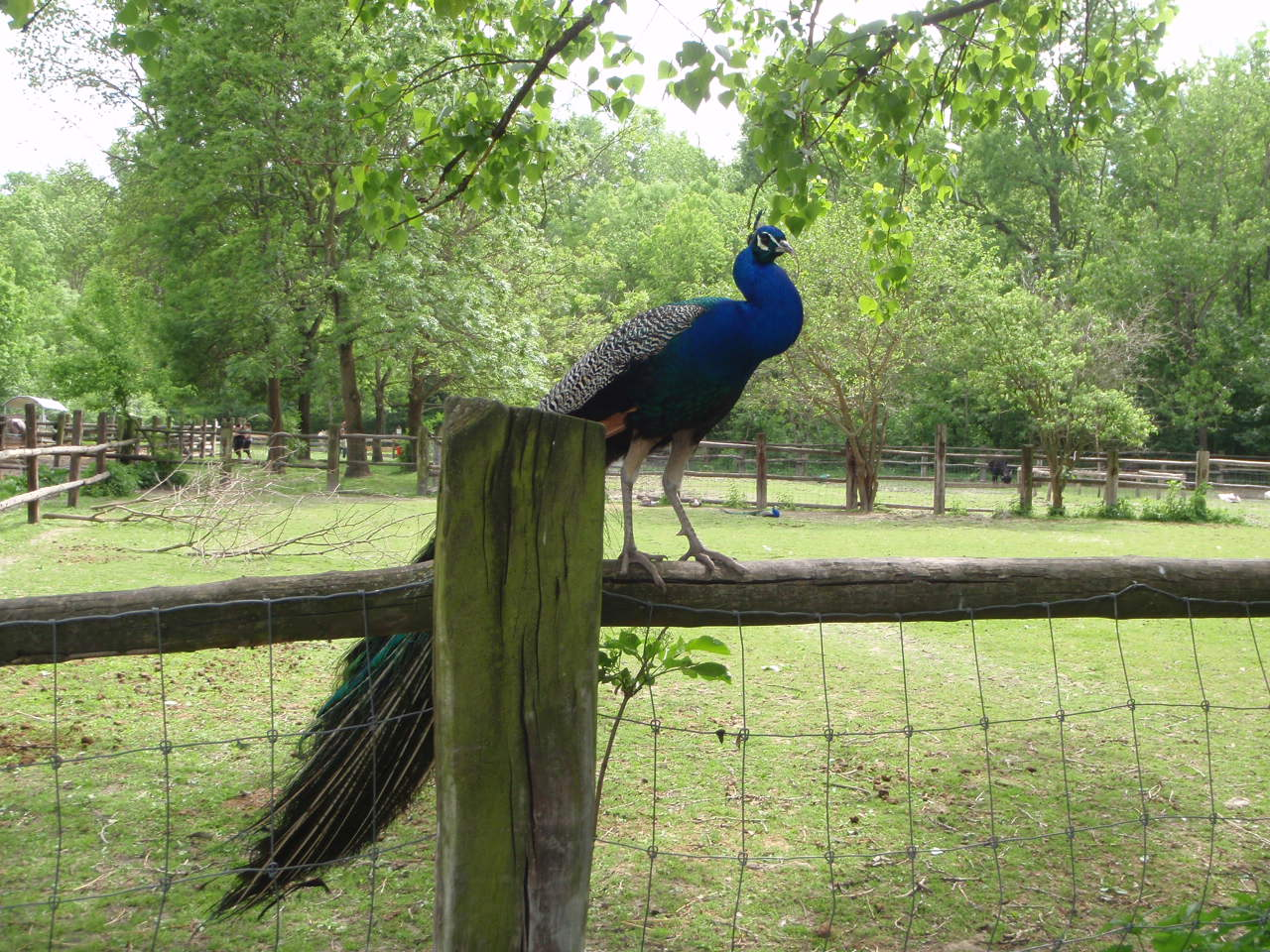
Állatkert - páva
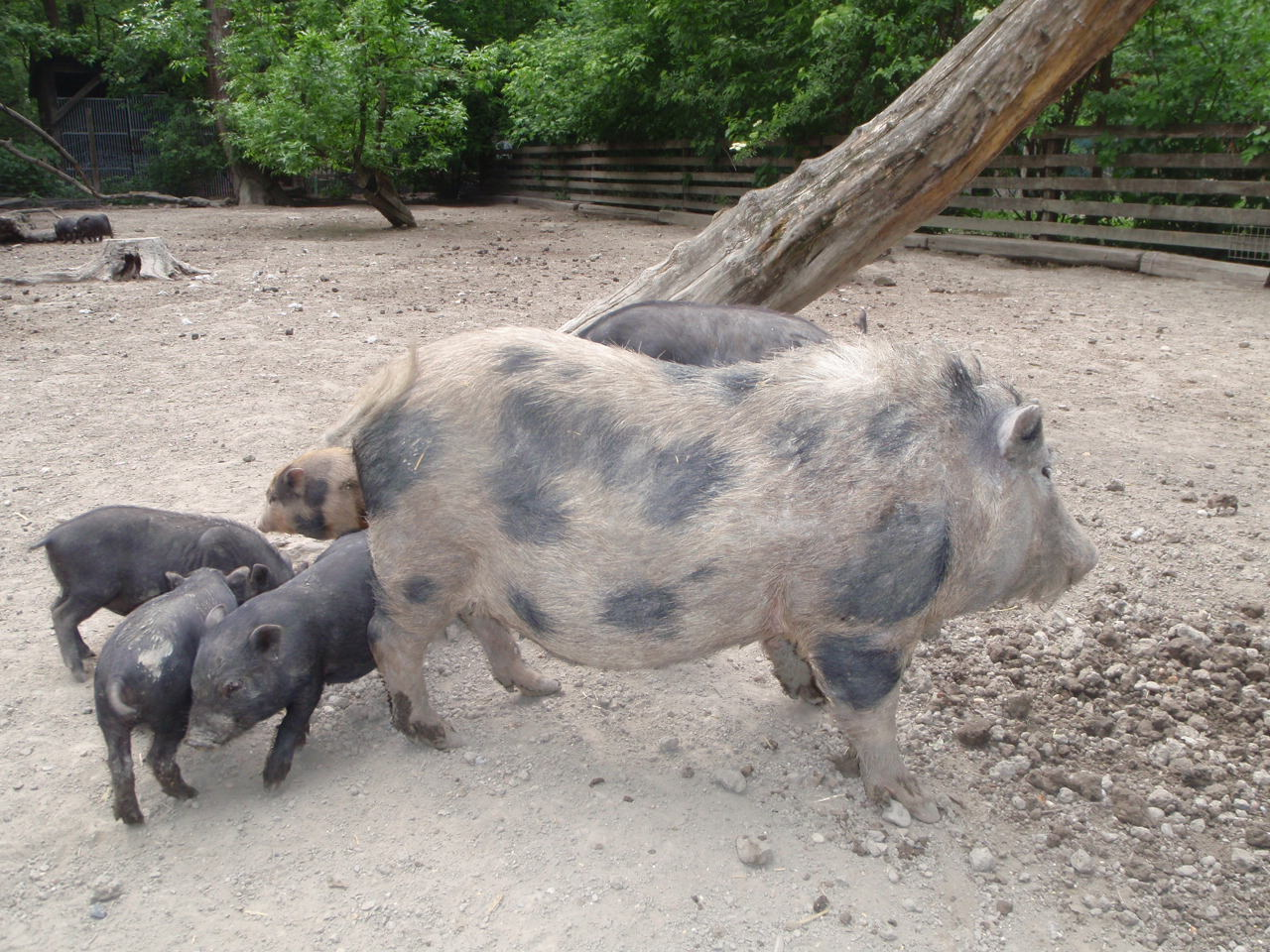
Állatkert - disznó
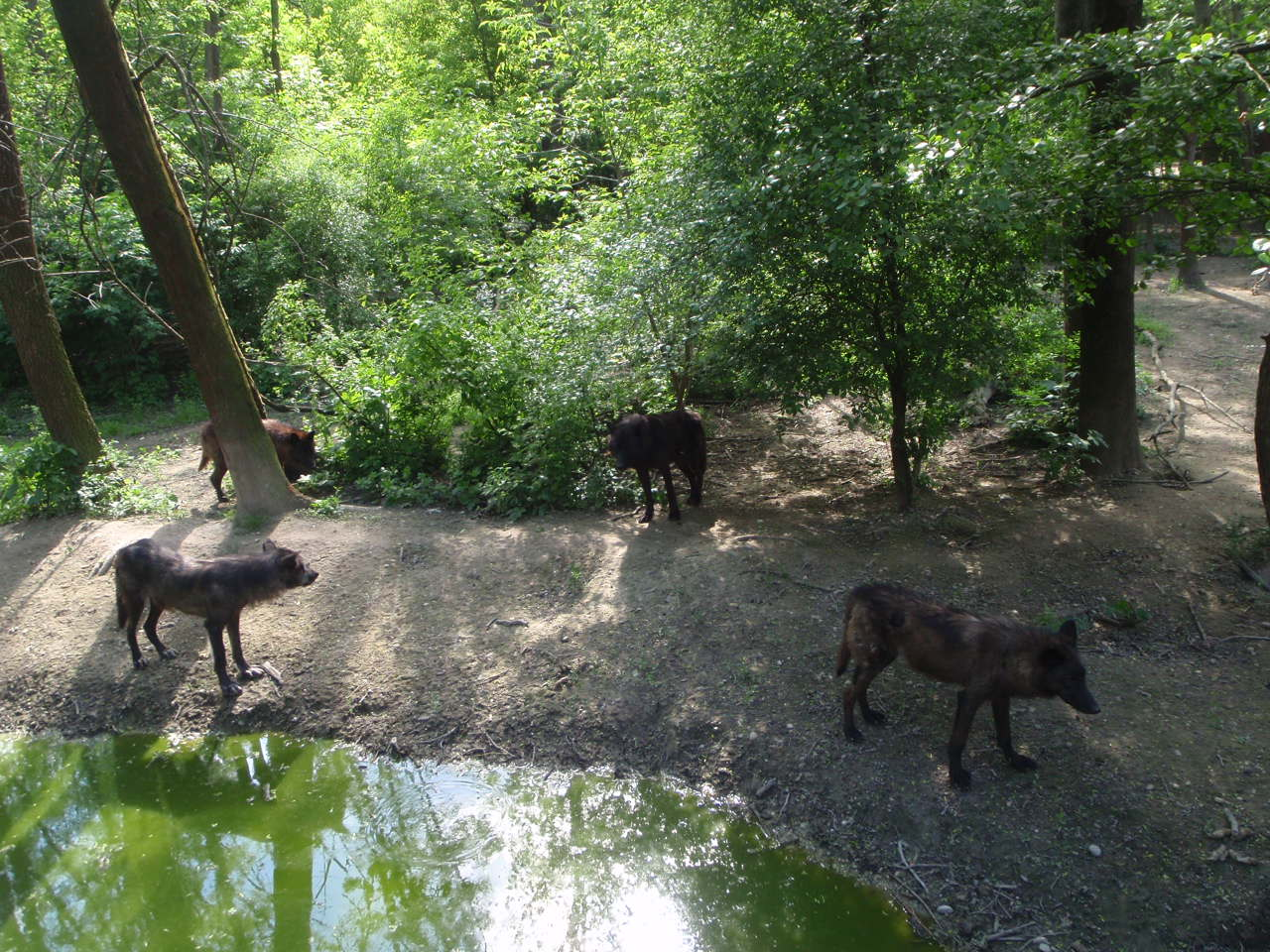
Állatkert - farkas

## Lásd még
- Neusiedler See – Seewinkel Nemzeti Park és Fertő–Hanság Nemzeti Park
- Fertővidéki Helyiérdekű Vasút

## Külső hivatkozások
- Pomogy adózói 1715-ben[halott link] (magyarul)
- Magyar katolikus lexikon (magyarul)
- Pomogy vára a magyar várak honlapján[halott link] (magyarul)
- Pomogy az Osztrák Statisztikai Hivatal honlapján (németül)
- A Fertővidéki Helyiérdekű Vasút honlapja (németül)
- Pomogy Iskolamúzeumának ismertetője (németül)
- Pomogy vasútállomása a magyar vasútállomások honlapján[halott link] (magyarul)
- Az Állatpark honlapja (németül)